# Ніченькою
 Ніченькою  — шостий альбом Олександра Понамарьова, який був виданий у 2007 році.

## Пісні
1. А ти просто кохай
2. Ти дочекайся мене
3. Ніченькою темною
4. Пілігрим
5. Я не такий
6. Весільна пісня
7. Я твій Дід Мороз!
8. Марія
9. Volare
10. З ранку до ночі (new version)
11. А ти просто кохай (remix)
12. Саундтрек до фільму «Мій принц»